# Antilibanon
Antilibanon (arabsky Džabal aš-Šarkí, tj. „Východní hory“) je horské pásmo, táhnoucí se v délce zhruba 150 km severojižním směrem na pomezí Libanonu a Sýrie. Nejvyšší výšky dosahuje Antilibanon na svém jižním konci masívem hory Hermon (Džabal aš-Šajch, 2 814 m). Na západě Antilibanon poměrně strmě spadá do údolí Bikáa, které ho odděluje od souběžně se táhnoucího pohoří Libanon. Východní svahy Antilibanonu jsou o něco mírnější; poblíž jejich úpatí leží syrské hlavní město Damašek. Antilibanon je z velké části tvořen vápenci a dolomity, ve kterých se vyvinuly krasové jevy s mnoha vodními prameny. Na srážky je bohatší západní část pohoří, obrácená ke Středozemnímu moři; podnebí na východní straně je o něco sušší.